# 条纹凤仙花
纹条凤仙花（学名：Impatiens vittata）为凤仙花科凤仙花属的植物，是中国的特有植物。分布在中国大陆的四川等地，生长于海拔1,500米至2,000米的地区，一般生于山谷林缘阴湿处，目前尚未由人工引种栽培。